# Municipio de Haverhill
El municipio de Haverhill (en inglés: Haverhill Township) es un municipio ubicado en el condado de Olmsted en el estado estadounidense de Minnesota. En el año 2010 tenía una población de 1495 habitantes y una densidad poblacional de 17,88 personas por km².

## Geografía
El municipio de Haverhill se encuentra ubicado en las coordenadas 44°4′00″N 92°22′25″O / 44.06667, -92.37361. Según la Oficina del Censo de los Estados Unidos, el municipio tiene una superficie total de 83.61 km², de la cual 83.61 km² corresponden a tierra firme y (0%) 0 km² es agua.

## Demografía
Según el censo de 2010, había 1495 personas residiendo en el municipio de Haverhill. La densidad de población era de 17,88 hab./km². De los 1495 habitantes, el municipio de Haverhill estaba compuesto por el 93.78% blancos, el 0.6% eran afroamericanos, el 0.2% eran amerindios, el 3.68% eran asiáticos, el 0.2% eran isleños del Pacífico, el 0.2% eran de otras razas y el 1.34% pertenecían a dos o más razas. Del total de la población el 0.6% eran hispanos o latinos de cualquier raza.